# Nemzetközi Csillagászati és Asztrofizikai Diákolimpiák listája
| Sorszám | Év   | Ország        | Város                       | Abszolút győztes diák |
| ------- | ---- | ------------- | --------------------------- | --------------------- |
| 1.      | 2007 | Thaiföld      | Csiangmaj                   | THA Suwun Suwunnarat  |
| 2.      | 2008 | Indonézia     | Bandung                     | IND Nitin Jain        |
| 3.      | 2009 | Irán          | Teherán                     | IND Nitin Jain        |
| 4.      | 2010 | Kína          | Peking                      | POL Przemysław Mróz   |
| 5.      | 2011 | Lengyelország | Chorzów / Katowice / Krakkó | CZE Stanislav Fort    |
| 6.      | 2012 | Brazília      | Rio de Janeiro              | LTU Motiejus Valiūnas |
| 7.      | 2013 | Görögország   | Volos                       | ROM Denis Turcu       |
| 8.      | 2014 | Románia       | Szucsáva                    | ROM Denis Turcu       |
| 9.      | 2015 | Indonézia     | Semarang                    |                       |
| 10.     | 2016 |               |                             |                       |
| 11.     | 2017 | India         | Mumbai / Pune               |                       |
| 12.     | 2018 | Kína          | Peking                      |                       |
| 13.     | 2019 | Magyarország  | Zánka                       |                       |
| 14.     | 2020 | Kolumbia      | Bogotá                      |                       |
| 15.     | 2021 | Szerbia       | Belgrád                     |                       |
| 16.     | 2022 | Oroszország   | Szentpétervár               |                       |

## Külső hivatkozások
Az 5. olimpia hivatalos oldala http://ioaa2011.pl/
A 7. olimpia hivatalos oldala http://www.ioaa2013.gr/ Archiválva 2013. május 15-i dátummal a Wayback Machine-ben
A 8. olimpia hivatalos oldala https://web.archive.org/web/20140921074537/http://www.ioaa2014.ro/